# Volkswagenwerk Salzgitter

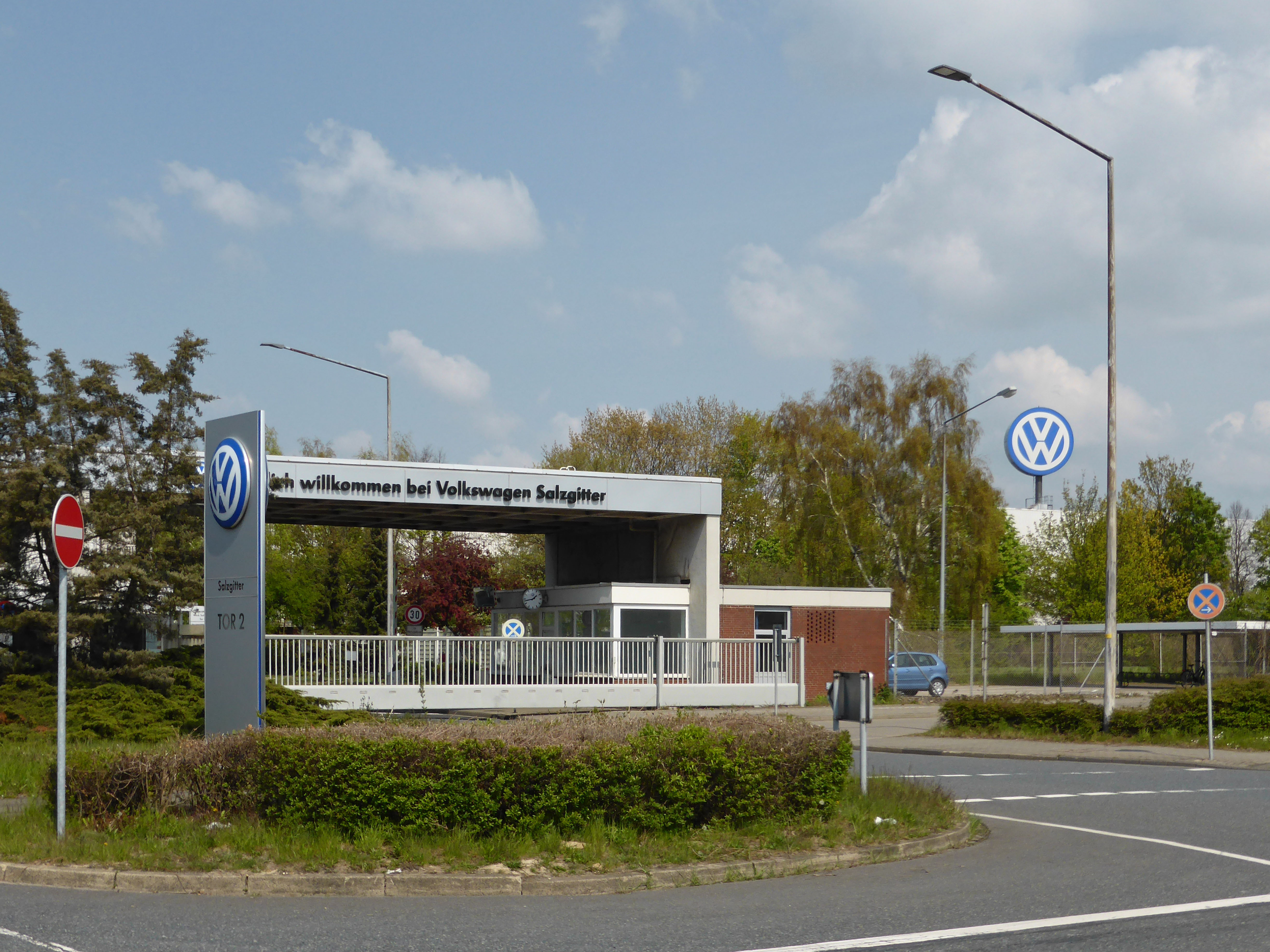
Werkseinfahrt

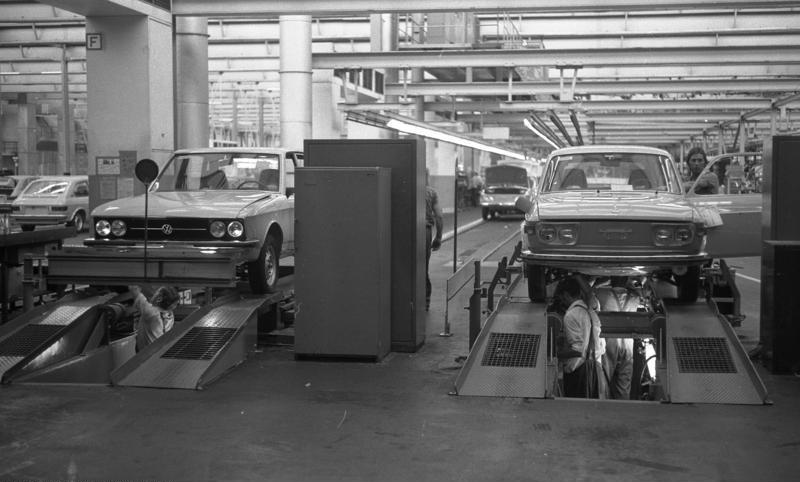
Fertigung von VW K 70 und VW 412 im Werk Salzgitter (1973)

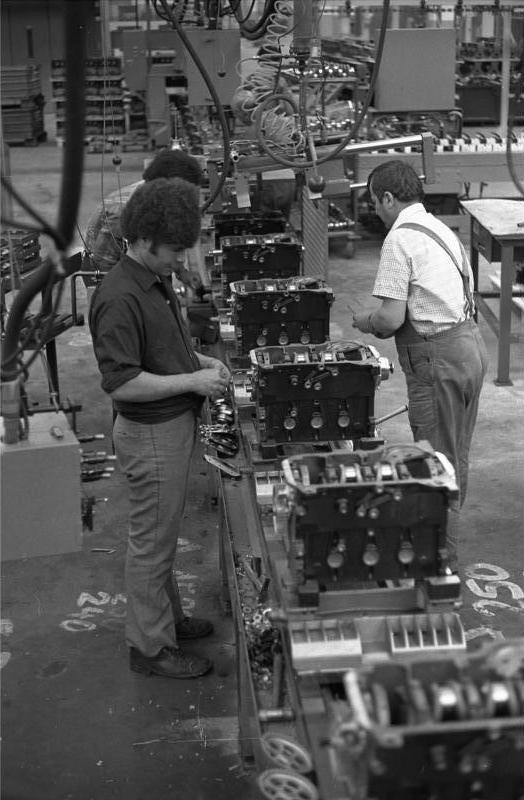
Motorenproduktion im Werk Salzgitter (1973)

Das Volkswagenwerk Salzgitter in Salzgitter-Beddingen wurde 1969/70 errichtet und ist das Motorenhauptwerk der Volkswagen AG. Gut 7.500 Menschen sind am Standort beschäftigt. Darüber hinaus ist das Werk Salzgitter eine wichtige Ausbildungsstätte von Volkswagen im Bereich Chemie.

## Beschreibung/Geschichte
Im April 1969 wurde das Werksgrundstück von der Salzgitter AG erworben, und bereits im Mai erfolgte der Spatenstich für das jüngste der westdeutschen Volkswagenwerke. Am 1. Juli 1970 war der offizielle Produktionsbeginn. Bis Ende 1970 wurden ca. 5000 Beschäftigte eingestellt. In Absprache von Volkswagen und der IG Metall wurden Betriebsratsmitglieder vom Volkswagenwerk Hannover als Interessenvertreter kommissarisch eingesetzt. Die erste Betriebsratswahl fand am 26. März 1971 statt.
Neben dem VW K 70, für dessen Produktion dieses neue Werk errichtet worden war, wurden auch wassergekühlte Motoren gefertigt, die außer für den K 70 auch für Audi hergestellt wurden. 1971 wurde auch die Herstellung des 411 aufgenommen, der 1972 durch den 412 ersetzt wurde. 1973 begann die Fertigung des Passat. Im Juni 1975 wurde der Fahrzeugbau bereits wieder aufgegeben, die Belegschaftsstärke wurde infolgedessen fast halbiert. Die Produktion des K 70 lief aus, die Herstellung des 412 war bereits vorher eingestellt worden, und die Passatfertigung wurde in das Werk Wolfsburg verlagert. Insgesamt wurden im Werk Salzgitter 418.353 Fahrzeuge produziert.
Zum 1. September 1979 wurden im Volkswagenwerk Salzgitter die ersten Auszubildenden eingestellt. 1989 begann die Produktion der TDI-Motoren, 1991 startete die Serienproduktion der VR6-Motoren.
Ende 2014 betrug die Zahl der Beschäftigten im Werk Salzgitter ca. 6500. Die Hälfte aller Motoren des VW-Konzerns, im Jahr 2004 waren es etwa 1,2 Millionen, kommen aus Salzgitter. Etwa 164 verschiedene Motorentypen werden dort produziert, auch für die anderen Konzernmarken wie Audi, Seat, Škoda und Bugatti (W16).
Als Aggregate-Hersteller ist das Werk mit dem Getriebewerk in Baunatal gepaart. Das VW-Motorenwerk Salzgitter konkurriert mit dem Audi-Motorenwerk in Győr (Ungarn).
Das Motorenwerk in Salzgitter hat eine unterschiedliche Fertigungstiefe: teils werden auch komplexe Bauteile – wie z. B. Zylinderköpfe – mechanisch bearbeitet oder aber von Automobilzulieferern teils auch vormontiert angeliefert.
Seit 2009 wird im Werk Salzgitter auch das kleine Blockheizkraftwerk EcoBlue 2.0 hergestellt, das anfangs als Zuhause-Kraftwerk vertrieben wurde.
Ende Januar 2021 wurde eine Pilotanlage für das Recycling von Hochvolt-Batterien, die für jährlich 3600 Batterien ausgelegt ist, in Betrieb genommen. Entsprechende Anlagen können an weiteren Standorten errichtet werden. Aktuell werden Batterien aus Test- und Unfallfahrzeugen verarbeitet. Sie soll etwa 2030 hochgefahren werden und ist ausbaubar. VW wird damit seine Recyclingquote von bislang 53 Prozent auf 72 Prozent steigern.

### Batteriezellenproduktion
Am 7. Juli 2022 erfolgte im Beisein des Bundeskanzlers Olaf Scholz im Volkswagenwerk Salzgitter die Grundsteinlegung für die erste Batteriezellfabrik des Volkswagen-Konzerns, die im Jahre 2025 mit der Serienproduktion beginnen soll. Die globale Batterieaktivität des Volkswagen-Konzerns wird künftig von der 100%igen Volkswagen-Tochtergesellschaft PowerCo verantwortet. Die Zellfabrik in Salzgitter gilt als Blaupause und Auftakt für die weltweite Batterie-Offensive des VW-Konzerns. Durch die Neuausrichtung werden seit 2022 auch der Ausbildungsberuf Chemielaborant sowie die dualen Studiengänge Chemie und Chemieingenieurwesen bei Volkswagen Salzgitter angeboten. Damit ist Salzgitter der einzige Volkswagen Ausbildungsstandort mit einem so großen Fokus auf Chemie.

### Volkswagen Marine

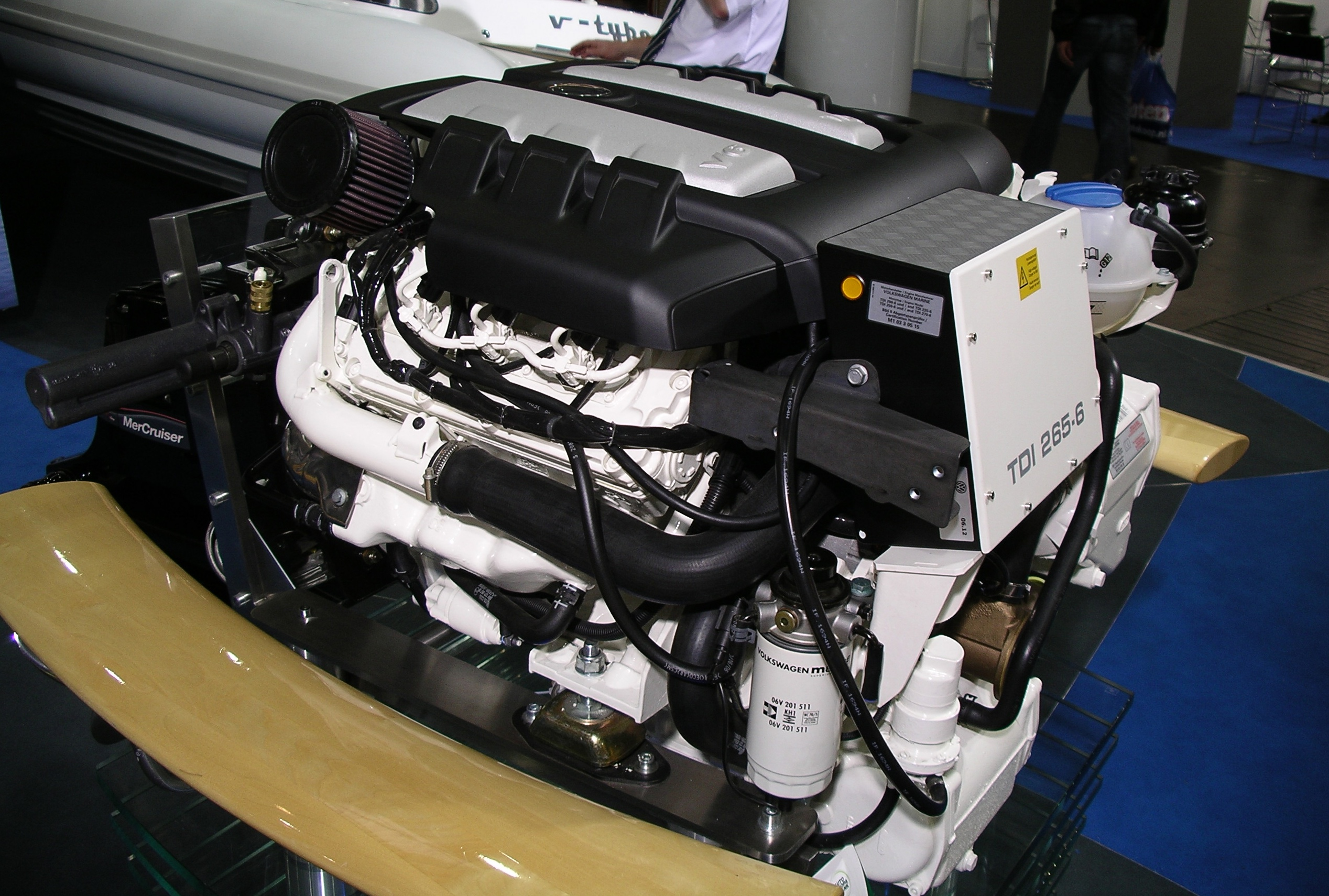
V6-Dieselmotor von Volkswagen Marine

Eine Gruppe von Skippern, die bei Volkswagen im Motorenbau tätig waren, entwickelten einen Bootsmotor, der sich gegenüber den benzinbetriebenen Motoren der Konkurrenz über einen erheblich geringeren Kraftstoffverbrauch und Wartungsaufwand auszeichnete. Im November 1996 erfolgte die Präsentation des ersten Versuchsmotors. Das erste Boot mit einem Volkswagen-Marinemotor, ein über fünf Tonnen schwerer Gleiter, wurde auf einer Werft in Finnland hergestellt und über die Ostsee nach Wolfsburg überführt. Im Oktober 1997 folgte der offizielle Start der Entwicklung, Demonstrations- und Versuchsfahrten wurden auf dem Mittellandkanal oder dem Stichkanal Salzgitter durchgeführt.
2001 begann im Volkswagenwerk Salzgitter die Herstellung von Dieselmotoren für den Boots- und Schiffsbau durch die auf dem Werksgelände ansässige VW-Tochter Volkswagen Marine. Produziert wurden zunächst Reihenmotoren mit 5 Zylindern, später darüber hinaus auch Reihenmotoren mit 4 Zylindern sowie V6- und V8-Motoren.
2010 schlossen Volkswagen und CMD (Cummins MerCruiser Diesel, ein Joint Venture von Cummins Inc. und Mercury Marine) aus Charleston (South Carolina) eine Partnerschaft. Von Anfang 2011 an erfolgten Vertrieb und Kundendienst der Volkswagen-Bootsmotoren durch CMD.
Seit 2012 vertreibt Mercury Marine in einer Partnerschaft mit Volkswagen die Bootsmotoren auf Volkswagen-Basis weltweit allein als SDI- und TDI-Serie und hat auch den offiziellen Kundendienst für vor 2012 produzierte Volkswagen-Bootsmotoren übernommen.
Übersicht der Bootsmotoren auf Basis von Volkswagen- und Audi-Automotoren:
| Bezeichnung | Zylinderzahl       | Motorbauart | Hubraum | Leistung [kW] | Leistung [PS] |
| ----------- | ------------------ | ----------- | ------- | ------------- | ------------- |
| SDI 40-4    | Vierzylindermotor  | Reihenmotor | 1,9 l   | 29 kW         | 40 PS         |
| SDI 50-4    | Vierzylindermotor  | Reihenmotor | 1,9 l   | 37 kW         | 50 PS         |
| SDI 55-5    | Fünfzylindermotor  | Reihenmotor | 2,5 l   | 40 kW         | 55 PS         |
| SDI 60-4    | Vierzylindermotor  | Reihenmotor | 1,9 l   | 44 kW         | 60 PS         |
| SDI 75-5    | Fünfzylindermotor  | Reihenmotor | 2,5 l   | 55 kW         | 75 PS         |
| TDI 75-4    | Vierzylindermotor  | Reihenmotor | 1,9 l   | 55 kW         | 75 PS         |
| TDI 100-5   | Fünfzylindermotor  | Reihenmotor | 2,5 l   | 74 kW         | 100 PS        |
| TDI 120-5   | Fünfzylindermotor  | Reihenmotor | 2,5 l   | 88 kW         | 120 PS        |
| TDI 140-5   | Fünfzylindermotor  | Reihenmotor | 2,5 l   | 108 kW        | 147 PS        |
| TDI 150-5   | Fünfzylindermotor  | Reihenmotor | 2,5 l   | 111 kW        | 150 PS        |
| TDI 165-5   | Fünfzylindermotor  | Reihenmotor | 2,5 l   | 121 kW        | 165 PS        |
| TDI 225-6   | Sechszylindermotor | V-Motor     | 3,0 l   | 165 kW        | 225 PS        |
| TDI 230-6   | Sechszylindermotor | V-Motor     | 3,0 l   | 170 kW        | 230 PS        |
| TDI 265-6   | Sechszylindermotor | V-Motor     | 3,0 l   | 195 kW        | 265 PS        |
| TDI 285-8   | Achtzylindermotor  | V-Motor     | 4,2 l   |               |               |
| TDI 350-8   | Achtzylindermotor  | V-Motor     | 4,2 l   | 258 kW        | 350 PS        |

## Tarifvertrag
Das Werk Salzgitter fällt unter den Geltungsbereich des Volkswagen Haustarifvertrag, der für über 95 % der Beschäftigten gilt, da sie Mitglied der IG Metall sind.